# سامسونگ گلکسی آ۳۳ ۵جی
سامسونگ گلکسی آ۳۳ ۵جی (به انگلیسی: Samsung Galaxy A33 5G) یک تلفن هوشمند مبتنی بر اندروید است که توسط سامسونگ الکترونیکس طراحی و تولید شده‌است. این گوشی در ۱۷ مارس ۲۰۲۲ در کنار سامسونگ گلکسی آ۷۳ ۵جی و سامسونگ گلکسی آ۵۳ ۵جی معرفی شد.

## طراحی

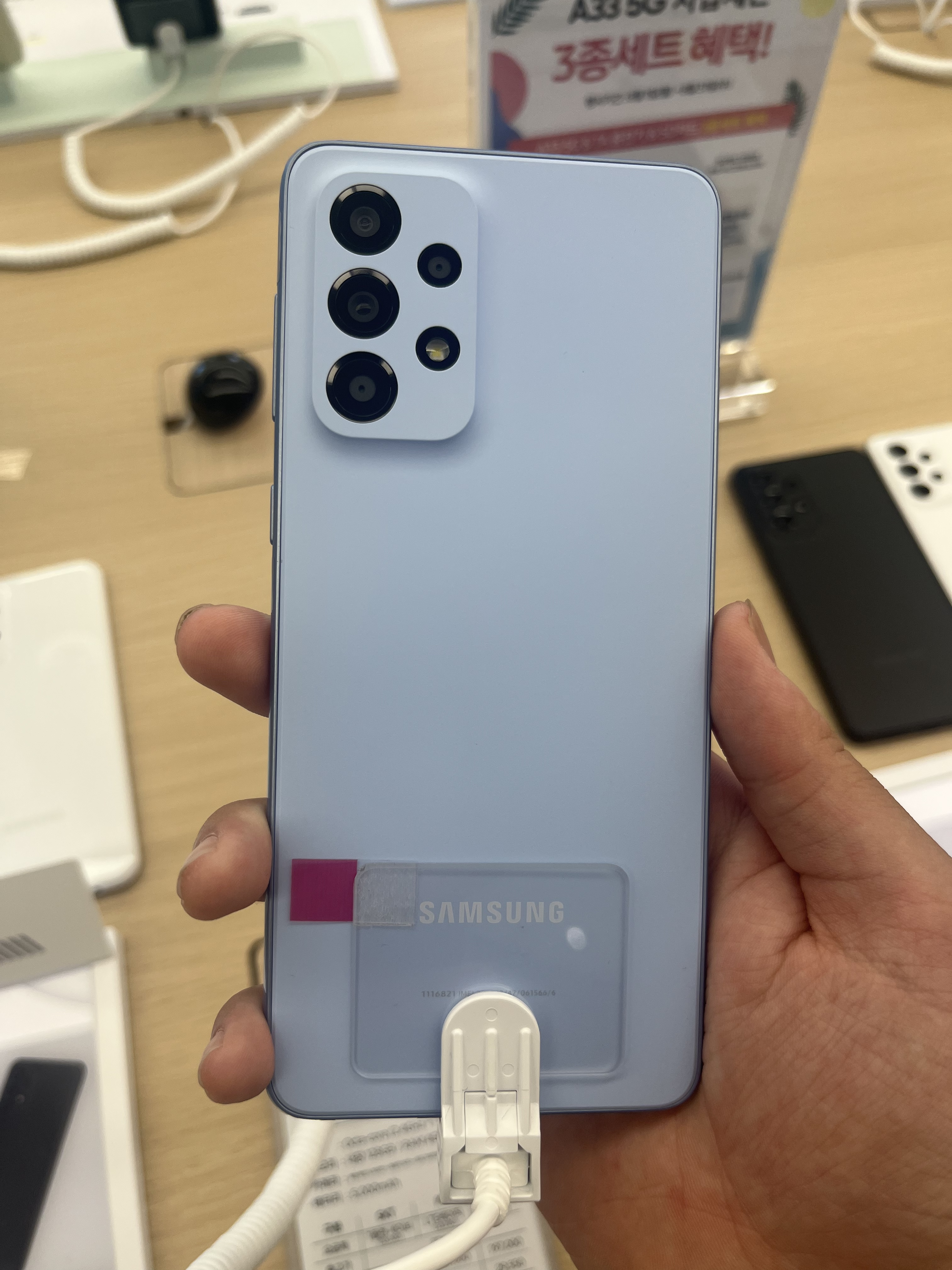
سامسونگ گلکسی آ۳۳ ۵جی

صفحه نمایش این گوشی از کورنینگ گوریلا گلس ۵ بهره می‌برد. پنل پشتی و کناری آن نیز از جنس پلاستیک مات است.
مانند سامسونگ گلکسی آ۵۳ ۵جی و سامسونگ گلکسی آ۷۳ ۵جی در این نسل پنل پشتی کاملاً صاف است و انتقال بین پنل پشتی و واحد دوربین نرم‌تر است. گلکسی آ۳۳ ۵جی، برخلاف سامسونگ گلکسی آ۳۲، از رابط تی‌آراس بهره نمی‌برد. همچنین گلکسی آ۳۳ ۵جی دارای قابلیت محافظت در برابر رطوبت و گرد و غبار طبق گواهی آی‌پی۶۷ است.
در زیر سوکت شارژ یواس‌بی سی، بلندگو، میکروفون و بسته به نوع گوشی خشاب برای ۱ سیم کارت و کارت حافظه میکرو اس‌دی تا ۱ ترابایت یا خشاب هیبریدی برای ۲ سیم کارت یا ۱ سیم کارت و کارت حافظه با فرمت میکرو اس‌دی تا ۱ ترابایت وجود دارد. میکروفون دوم در بالا قرار دارد. در سمت راست دکمه های تنظیم صدا و دکمه قفل گوشی قرار دارند.
این گوشی با ۴ رنگ مشکی، سفید، آبی و هلویی عرضه می‌شود.
| رنگ | نام   |
| --- | ----- |
|     | مشکی  |
|     | سفید  |
|     | آبی   |
|     | هلویی |

## مشخصات

### سخت‌افزار

#### چیپست
گلکسی آ۳۳ ۵جی درون خود سامانه روی یک تراشه اگزینوس ۱۲۸۰ را قرار داده‌است. این قطعه دارای پردازنده‌ای هشت‌هسته‌ای با سرعت کلاک ۲ گیگاهرتز است که می‌تواند تا سرعت کلاک ۲٫۴ گیگاهرتز برسد. این دستگاه در چند نسخه با رم ۶ یا هشت گیگابایت و حافظه‌ی ذخیره‌سازی ۱۲۸ گیگابایت یا ۲۵۶ گیگابایت در دسترس خریداران قرار می‌گیرد و از کارت میکرو اس‌دی تا یک ترابایت پشتیبانی می‌کند.

#### نمایشگر
گلکسی آ۳۳ از صفحه‌نمایش ۶٫۴ اینچی سوپر امولد Infinity-U با وضوح تصویر +FHD و نرخ تازه‌سازی ۹۰ هرتز و محافظ کورنینگ گوریلا گلس ۵ بهره می‌برد.

#### باتری
این گوشی به باتری بزرگ ۵۰۰۰ میلی‌آمپر ساعتی با پشتیبانی از شارژ سریع ۲۵ واتی مجهز است. البته سامسونگ شارژر را از جعبه‌ی این گوشی حذف کرده‌است و بنابراین کاربران باید شارژر را به‌طور جداگانه خریداری کنند و یا این که از شارژرهایی که از قبل دارند برای شارژ کردن این گوشی استفاده کنند.

#### دوربین
دوربین اصلی این گوشی ۴۸ مگاپیکسلی است و از لرزش‌گیر اپتیکال تصویر (OIS) بهره می‌برد. به‌عنوان مکمل دوربین اصلی، دوربین فوق عریض با حسگر ۸ مگاپیکسلی، دوربین ماکرو با حسگر ۵ مگاپیکسلی و دوربین تشخیص عمق ۲ مگاپیکسلی برای تفکیک بهتر سوژه از پس‌زمینه در عکس‌های پرتره نیز در این گوشی استفاده شده‌است. فیلم‌برداری 4K با ۳۰ فریم بر ثانیه در این دستگاه پشتیبانی می‌شود. در دوربین سلفی آن نیز از لنز ۱۳ مگاپیکسلی استفاده شده‌است.

### نرم‌افزار
آ۳۳ ۵جی به‌طور پیش‌فرض با اندروید ۱۲ و رابط‌کاربری وان یوآی ۴٫۱ عرضه می‌شود. سامسونگ وعدهٔ ارائهٔ ۴ سال به‌روزرسانی نرم‌افزاری و ۵ سال به‌روزرسانی امنیتی برای این گوشی را داده‌است.